# Georges Balandier
Georges Balandier (Aillevillers-et-Lyaumont, 21 dicembre 1920 – Parigi, 5 ottobre 2016) è stato un antropologo e sociologo francese.
Professore emerito dell'Université Paris Descartes, è stato direttore degli Studi all'École des hautes études en sciences sociales e collaboratore al Centre d'études africaines.
È morto il 5 ottobre 2016 a Parigi all'età di 95 anni.

## Opere
- Sociologie actuelle de l'Afrique Noire, Paris, PUF, 1955.
- Anthropologie Politique, 1967, Antropologia politica, trad. Mario Antonelli, Milano, Etas Kompass, 1969.
- Sens et puissance : les dynamiques sociales, Paris, PUF, 1971, trad. Le società comunicanti, Roma-Bari, Laterza, 1973.